# Cleome bundeica
Cleome bundeica är en paradisblomsterväxtart som beskrevs av Philip Sydney Short. Cleome bundeica ingår i släktet paradisblomstersläktet, och familjen paradisblomsterväxter. Inga underarter finns listade i Catalogue of Life.